# The Honeydrippers
The Honeydrippers foi uma banda formada por Robert Plant após o fim do Led Zeppelin. A banda contou com participações de grandes músicos, como Jimmy Page, seu companheiro na antiga banda, o guitarrista Jeff Beck, Brian Setzer, do Stray Cats e Nile Rodgers, do Chic. A banda gravou um único álbum, The Honeydrippers: Volume One, que teve como grande sucesso a cover de "Sea of Love".

## Formação
- Robert Plant - vocal
- Jimmy Page - guitarras
- Andy Silvester - guitarra
- Jeff Beck - guitarras
- Ricky Cool - gaita
- Paul Shaffer - teclado
- Jim Hickman - baixo
- Nile Rodgers - guitarra, co-produtor
- Wayne Pedziwiatr - baixo
- Dave Weckl - bateria
- Keith Evans - saxofone
- Brian Setzer - guitarra (guest appearance)
- Keith "Bev" Smith - Bateria
- Robbie Blunt - guitarra